# Liste der Ständeräte des Kantons Zürich
Diese Liste zeigt alle Mitglieder des Ständerates aus dem Kanton Zürich seit der Gründung des Bundesstaates im Jahr 1848 bis heute.

## Parteiabkürzungen
- BGB: Bauern-, Gewerbe- und Bürgerpartei
- DP: Demokratische Partei
- FDP: Freisinnig-Demokratische Partei, seit 2009 FDP.Die Liberalen
- GLP: Grünliberale Partei
- LdU: Landesring der Unabhängigen
- SP: Sozialdemokratische Partei der Schweiz
- SVP: Schweizerische Volkspartei

## Ständeräte
| Name                      | Partei/Fraktion | Amtszeit            | Geboren | Gestorben |
| ------------------------- | --------------- | ------------------- | ------- | --------- |
| Johann Kaspar Ammann      | Liberale        | 1849                | 1803    | 1870      |
| Hans Bernhard             | BGB             | 1940–1942           | 1888    | 1942      |
| Johann Heinrich Boller    | DP              | 1872–1875           | 1821    | 1877      |
| Othmar Blumer             | FDP             | 1890–1900           | 1848    | 1900      |
| Verena Diener             | GLP             | 2007–2015           | 1949    | 2024      |
| Jakob Dubs                | Liberale        | 1854–1861           | 1822    | 1879      |
| Gottlieb Duttweiler       | LdU             | 1949–1951           | 1888    | 1962      |
| Eugen Escher              | Liberale        | 1863–1869           | 1831    | 1900      |
| Jonas Furrer              | Liberale        | 1848                | 1805    | 1861      |
| Felix Gutzwiller          | FDP             | 2007–2015           | 1948    |           |
| Walter Hauser             | DP              | 1879–1888           | 1837    | 1902      |
| Trix Heberlein            | FDP             | 2003–2007           | 1942    |           |
| Albin Heimann             | LdU             | 1967–1979           | 1914    | 2015      |
| Wilhelm Hertenstein       | Liberale        | 1878–1879           | 1825    | 1888      |
| Hans Hofmann              | SVP             | 1998–2007           | 1939    |           |
| Fritz Honegger            | FDP             | 1967–1977           | 1917    | 1999      |
| Johann Kaspar Hug         | DP              | 1869–1872           | 1821    | 1884      |
| Riccardo Jagmetti         | FDP             | 1983–1995           | 1929    |           |
| Daniel Jositsch           | SP              | 2015–               | 1965    |           |
| Gustav Keller             | FDP             | 1922–1930           | 1867    | 1932      |
| Emil Klöti                | SP              | 1930–1955           | 1877    | 1963      |
| Emilie Lieberherr         | SP              | 1978–1983           | 1924    | 2011      |
| Johann Albert Locher      | FDP             | 1905–1914           | 1849    | 1914      |
| Rudolf Meier              | BGB             | 1960–1967           | 1907    | 1986      |
| Tiana Angelina Moser      | GLP             | 2023–               | 1979    |           |
| Ruedi Noser               | FDP             | 2015–2023           | 1961    |           |
| Hans Jakob Pestalozzi     | Liberale        | 1849–1863           | 1801    | 1874      |
| Jakob Pfenninger          | DP              | 1889–1891           | 1841    | 1891      |
| Heinrich Rieter           | Liberale        | 1878–1889           | 1814    | 1889      |
| Johann Jakob Rüttimann    | Liberale        | 1848–1854 1862–1869 | 1813    | 1876      |
| Vreni Spoerry             | FDP             | 1996–2003           | 1938    | 2025      |
| Willy Spühler             | SP              | 1955–1959           | 1902    | 1990      |
| Johannes Stössel          | FDP             | 1891–1905           | 1837    | 1919      |
| Jakob Stucki              | SVP             | 1979–1987           | 1924    | 2006      |
| Johann Jakob Sulzer       | DP              | 1869–1878           | 1821    | 1897      |
| Paul Usteri-Escher        | FDP             | 1900–1922           | 1853    | 1927      |
| Ernst Vaterlaus           | FDP             | 1951–1963           | 1891    | 1976      |
| Friedrich Traugott Wahlen | BGB             | 1942–1949           | 1899    | 1985      |
| Monika Weber              | LdU             | 1987–1998           | 1943    |           |
| Oskar Wettstein           | FDP             | 1914–1939           | 1866    | 1952      |
| Hans Rudolf Zangger       | DP              | 1875–1878           | 1826    | 1882      |
| Eduard Zellweger          | SP              | 1963–1967           | 1901    | 1975      |
| Theodor Ziegler           | Liberale        | 1869                | 1832    | 1917      |

## Quelle
- Datenbank aller Ratsmitglieder